# Condado de Cooper
O Condado de Cooper é um dos 114 condados do Estado americano de Missouri. A sede do condado é Boonville, e sua maior cidade é Boonville. O condado possui uma área de 1 477 km² (dos quais 13 km² estão cobertos por água), uma população de 16 670 habitantes, e uma densidade populacional de 11 hab/km² (segundo o censo nacional de 2000). O condado foi fundado em 1818.